# Aklera
Aklera är en ort i Indien.   Den ligger i distriktet Jhālāwār och delstaten Rajasthan, i den centrala delen av landet, 500 km söder om huvudstaden New Delhi. Aklera ligger 321 meter över havet och antalet invånare är 19 683.
Terrängen runt Aklera är platt. Runt Aklera är det ganska tätbefolkat, med 100 invånare per kvadratkilometer. Det finns inga andra samhällen i närheten. Trakten runt Aklera består till största delen av jordbruksmark.